# Dayal Pur
Dayal Pur é uma vila no distrito de Ocidental, no estado indiano de Deli.

## Demografia
Segundo o censo de 2001, Dayal Pur tinha uma população de 12 994 habitantes. Os indivíduos do sexo masculino constituem 54% da população e os do sexo feminino 46%. Dayal Pur tem uma taxa de literacia de 72%, superior à média nacional de 59,5%: a literacia no sexo masculino é de 79% e no sexo feminino é de 64%. Em Dayal Pur, 16% da população está abaixo dos 6 anos de idade.